# Бхардвадж, Швета
Швета Бхардвадж (англ. Shweta Bhardwaj; род. 30 сентября 1985 года) — индийская актриса и модель. Дебютировала в 2008 году в фильме «Миссия „Стамбул“».

## Биография
Швета родилась и выросла в Дели, родом из бедной семьи. Образование Швета получила в колледже Гарги и имеет диплом с отличием по истории. Дебютировала как Лиза Лобо в 2008 году в фильме Миссия Стамбул.

## Фильмография
| Год  |   | Русское название          | Оригинальное название | Роль                             |
| ---- | - | ------------------------- | --------------------- | -------------------------------- |
| 2008 | ф | Миссия «Стамбул»          | Mission Istaanbul     | Лиза Лобо                        |
| 2011 | ф |                           | Indumathi (тел.)      | Хани                             |
| 2011 | ф | Незваные гости            | Bin Bulaye Baraati    | танцовщица                       |
| 2011 | ф | Краденные деньги          | Loot                  | Таня Шарма                       |
| 2012 | ф | Игроки                    | Players               | Шейла                            |
| 2012 | ф | Бизнесмен                 | Business Man (тел.)   | камео в песне «We Want Bad Boys» |
| 2012 | ф | Сорок, восемьдесят четыре | Chaalis Chauraasi     | Мадху                            |
| 2013 | ф |                           | Adda (тел.)           | приглашенная звезда              |